# Crumlin
Crumlin, en irlandais : Cromghlinn, est un quartier situé au sud-ouest de Dublin. C'est un quartier résidentiel densément peuplé qui accueille le plus grand hôpital pédiatrique de Dublin.

## Histoire
Au cours de la période médiévale, Dublin était entourée de communautés, chacune comprenant un manoir, une église et un cimetière, des terres agricoles et des cottages. Ces établissements se sont développés en un réseau de villages autour de Dublin, créant une stabilité et une continuité urbaine. Le village de Crumlin s'est développé en tant que colonie anglo-normande peu après la conquête normande de 1170 (bien que la configuration circulaire de l'ancien cimetière de Sainte-Marie dans le village suggère des associations pré-normandes), et a survécu à travers les siècles pour devenir le village d'aujourd'hui.
L'église Old Saint Mary's se dresse sur le site d'une église du XIIe siècle portant la même dédicace, et une succession d'églises a occupé le site à travers les siècles jusqu'à aujourd'hui. En 1193, le roi Jean sans Terre (alors comte de Moreton) a donné l'église de Crumlin pour former une prébende pour la collégiale de Saint Patrick. Lorsque le corps principal de l'ancienne église actuelle a été reconstruit en 1817, la vieille tour d'origine beaucoup plus ancienne a été préservée.
Crumlin, tout comme Saggart, Newcastle, Lyons et Esker (Lucan), a été constitué en manoir royal par le roi Jean quelque temps avant la fin de son règne en 1216. Les familles nobles anglaises de l'époque avaient des liens étroits avec l'Irlande, en particulier avec le Leinster. Par exemple, William Fitz John of Harptree était un seigneur d'une certaine importance dans le Somerset et il est probable qu'il ait servi en Irlande sous le roi Jean. Au début du règne du roi Henri III, Fitz John a acquis la garde des terres de William de Carew et détenait le manoir royal de Crumlin, bien qu'il n'ait pas établi de racines familiales en Irlande.
Comme l'église était le noyau de la vie du manoir à l'époque médiévale, Saint Mary's marque le centre du peuplement médiéval de Crumlin, dans la zone du village moderne de Crumlin. Ceci a été confirmé par de récentes fouilles archéologiques dans la zone de Saint Mary's, sur le site de l'ancienne motte et des remblais sur lesquels la nouvelle église St Mary's a été construite.
Certaines des commodités locales de Crumlin, comme le Pearse College sur Clogher Road et le parc Ceannt, portent le nom de certains des rebelles de 1916 qui avaient un camp d'entraînement à Kimmage, au carrefour Sundrive.

## Personnalités liées au quartier
- Brendan Behan, écrivain a vécu au 70 Kildare Road où une plaque a été apposée en sa mémoire
- Mary Fleming, suffragette
- Christy Brown, peintre et écrivain est né à Crumlin
- Dean Byrne, boxeur, est né Crumlin
- Gabriel Byrne, acteur, est né à Crumlin
- Paddy Casey, chanteur, est de Cashel Road à Crumlin
- Martin Cahill, personnalité de la pègre dublinois a vécu à Crumlin
- Joseph Deane, personnalité politique du XVIIe siècle et propriétaire du Crumlin Estate.
- Seamus Elliott, cycliste
- Phil Lynott de Thin Lizzy, a vécu sur Leighlin Road et Rutland Avenue à Crumlin
- Paul McGrath, footballeur international irlandais a grandi à Crumlin
- Conor McGregor, combattant de MMA